# Ленка Тварошкова
Ленка Тварошкова (словац. Lenka Tvarošková; нар. 14 лютого 1982) — колишня словацька тенісистка.
Найвищу одиночну позицію світового рейтингу — 215 місце досягла 8 червня 2009, парну — 127 місце — 5 жовтня 2009 року.
Здобула 1 одиночний та 16 парних титулів туру ITF.

## Фінали ITF

### Одиночний розряд: 5 (1–4)
| турніри $100,000 |
| турніри $75,000  |
| турніри $50,000  |
| турніри $25,000  |
| турніри $10,000  |

| Результат | Ранг | Дата             | Турнір                | Покриття | Суперниця       | Рахунок       |
| Поразка   | 1.   | 21 травня 2002   | ITF Задар, Хорватія   | Ґрунт    | Івана Абрамович | 6–2, 2–6, 5–7 |
| Перемога  | 2.   | 7 липня 2002     | ITF Монтероні, Італія | Ґрунт    | Ким Камбич      | 6–3, 6–2      |
| Поразка   | 3.   | 9 листопада 2003 | ITF Тайчжоу, КНР      | Тверде   | Сє Янь-цзе      | 1–6, 4–6      |
| Поразка   | 4.   | 5 квітня 2004    | ITF Цавтат, Хорватія  | Ґрунт    | Луціє Градецька | 5–7, 0–6      |
| Поразка   | 5.   | 27 червня 2004   | ITF Бостад, Швеція    | Ґрунт    | Луціє Шафарова  | 2–6, 0–6      |

### Парний розряд: 32 (16–16)
| Результат | Ранг | Дата              | Турнір                       | Покриття   | Партнерка               | Суперниці                              | Рахунок             |
| Поразка   | 1.   | 16 липня 2000     | ITF Сецце, Італія            | Ґрунт      | Діна Мілошевич          | Сільвія Дісдері Марія-Летіція Дзавальї | 4–6, 6–0, 6–7(4)    |
| Поразка   | 2.   | 24 червня 2001    | Алжир (місто), Алжир         | Ґрунт      | Евгенія Абловатчі       | Шанелль Схеперс Карін Вермелен         | 6–7(2), 4–6         |
| Поразка   | 3.   | 19 серпня 2001    | Валашке Мезиржичі, Чехія     | Ґрунт      | Ізабель Коллішонн       | Петра Рацлавська Бланка Кумбарова      | 6–3, 5–7, 2–6       |
| Перемога  | 4.   | 2 вересня 2001    | Мостар, Боснія і Герцеговина | Ґрунт      | Марія Єдлічкова         | Мойця Милета Катерина Бондаренко       | 6–4, 6–4            |
| Поразка   | 5.   | 4 березня 2002    | Макарська, Хорватія          | Ґрунт      | Івана Абрамович         | Тіна Герголд Євгенія Савранська        | 7–5, 3–6, 5–7       |
| Поразка   | 6.   | 15 квітня 2002    | Хвар, Хорватія               | Ґрунт      | Олена Антипіна          | Даніела Клеменшиц Сандра Клеменшиц     | 6–4, 3–6, 0–6       |
| Перемога  | 7.   | 26 травня 2002    | Олецько, Польща              | Ґрунт      | Мартіна Бабакова        | Ева Ербова Ліана Унгур                 | 6–2, 3–6, 6–2       |
| Поразка   | 8.   | 16 червня 2002    | Кендзежин-Козьле, Польща     | Ґрунт      | Мартіна Бабакова        | Валерія Бондаренко Марія Коритцева     | 3–6, 0–6            |
| Перемога  | 9.   | 7 липня 2002      | Монтероні-ді-Лечче, Італія   | Ґрунт      | Зузана Земенова         | Івета Герлова Крістіане Гоппманн       | 6–4, 3–6, 6–4       |
| Перемога  | 10.  | 14 липня 2002     | Торунь, Польща               | Ґрунт      | Анна Бєлень-Жарська     | Івета Герлова Зузана Черна             | 7–5, 4–6, 6–4       |
| Поразка   | 11.  | 4 серпня 2002     | Петанж, Люксембург           | Ґрунт      | Домініка Дьєшкова       | Івета Герлова Зузана Черна             | 6–1, 1–6, 3–6       |
| Перемога  | 12.  | 11 серпня 2002    | Гдиня, Польща                | Ґрунт      | Зузана Земенова         | Дар'я Кустова Олена Антипіна           | 3–6, 6–7(3)         |
| Поразка   | 13.  | 1 вересня 2002    | Білефельд, Німеччина         | Ґрунт      | Мартіна Бабакова        | Ліза Фріц Лідія Штайнбах               | 5–7, 4–6            |
| Поразка   | 14.  | 16 березня 2003   | Ам'єн,Франція                | Ґрунт (i)  | Мартіна Бабакова        | Карла Мраз Орелі Веді                  | 4–5 ret.            |
| Поразка   | 15.  | 25 січня 2004     | Гренобль,Франція             | Тверде (i) | Антонія Матіч           | Мартіна Мюллер Штефані Вайс            | 2–6, 1–6            |
| Поразка   | 16.  | 15 березня 2004   | Рим, Італія                  | Ґрунт      | Зузана Гейдова          | Аліче Канепа Емілі Стеллато            | 6–4, 1–6, 5–7       |
| Поразка   | 17.  | 5 квітня 2004     | Цавтат, Хорватія             | Ґрунт      | Ліляна Манушевич        | Надя Павич Івана Вишич                 | 6–7(1), 6–7(6)      |
| Поразка   | 18.  | 24 травня 2005    | Кампобассо, Італія           | Ґрунт      | Катарина Кашликова      | Джулія Казоні Бахія Мухтассен          | 0–6, 5–7            |
| Перемога  | 19.  | 20 червня 2005    | Періге, Франція              | Ґрунт      | Катарина Кашликова      | Акгуль Аманмурадова Антонія Матіч      | 7–5, 6–1            |
| Поразка   | 20.  | 11 липня 2006     | Торунь, Польща               | Ґрунт      | Едіна Галловіц-Халл     | Андрея Клепач Катерина Деголевич       | 6–7(5), 4–6         |
| Поразка   | 21.  | 14 лютого 2007    | Прага, Чехія                 | Тверде (i) | Катарина Кашликова      | Петра Цетковська Вероніка Хвойкова     | 2–6, 3–6            |
| Перемога  | 22.  | 26 березня 2007   | Патри, Греція                | Тверде     | Ольга Брозда            | Мервана Югич-Салкич Анна Куманту       | 6–3, 3–1 ret.       |
| Перемога  | 23.  | 21 березня 2008   | Нойда, Індія                 | Тверде     | Теодора Мирчич          | Келлі Андерсон Шанелль Схеперс         | 6–2, 6–7(7), [10–6] |
| Перемога  | 24.  | 21 червня 2008    | Стамбул, Туреччина           | Тверде     | Теодора Мирчич          | Штефанія Боффа Нікола Франькова        | 7–5, 7–6(4)         |
| Перемога  | 25.  | 23 червня 2008    | Крістінегамн, Швеція         | Ґрунт      | Патріція Майр-Ахлайтнер | Тамарін Гендлер Емма Лайне             | 6–3, 6–4            |
| Перемога  | 26.  | 22 листопада 2008 | Phoenix, Маврикій            | Тверде     | Теодора Мирчич          | Келлі Андерсон Наталі Грандін          | 6–4, 3–6, [10–4]    |
| Перемога  | 27.  | 13 червня 2009    | Щецин, Польща                | Ґрунт      | Міхаела Паштікова       | Крістіна Макгейл Ейжа Мугаммад         | 6–2, 7–5            |
| Перемога  | 28.  | 14 червня 2010    | ITF Братислава, Словаччина   | Ґрунт      | Катарина Кашликова      | Габріела Дабровскі Шанталь Шкамлова    | 6–4, 7–6            |
| Поразка   | 29.  | 3 жовтня 2011     | ITF Солін, Хорватія          | Ґрунт      | Карін Моргошова         | Мартіна Борецька Петра Крейсова        | 6–3, 4–6, [3–10]    |
| Перемога  | 30.  | 15 жовтня 2011    | ITF Бол, Хорватія            | Ґрунт      | Карін Моргошова         | Морґан Понс Аліс Тіссе                 | 6–2, 6–0            |
| Перемога  | 31.  | 25 березня 2012   | ITF Гонесс, Франція          | Ґрунт (i)  | Карін Моргошова         | Бранді Міна Шеразад Рей                | 7–6(4), 6–1         |
| Перемога  | 32.  | 23 липня 2012     | ITF Палич, Сербія            | Ґрунт      | Карін Моргошова         | Чіллі Боршаньї Агнеш Букта             | 5–7, 6–4, [10–8]    |